# Maryse Condé
Maryse Condé   (Pointe-à-Pitre, 11 de febrer de 1934 - Ate, 2 d'abril de 2024) va ser una escriptora de Guadalupe (França), reconeguda feminista i activista difusora de la història i la cultura africana al Carib. Destaca la seva vasta productivitat com a autora i la seva versatilitat per escriure ficció històrica, contes, novel·les, assajos, poemes i altres gèneres. És especialment coneguda per la novel·la Segu (1984-1985). El 2018 va guanyar el Nou Premi de l'Acadèmia de Literatura, atorgat enlloc del Premi Nobel de Literatura.
Nascuda amb el nom de Maryse Boucolon a Pointe-à-Pitre va ser la petita de vuit germans. Després de graduar-se a l'escola secundària la van enviar al Lycée Fénelon i a la Sorbona a París, on va obtenir un doctorat en Literatura Comparada. El 1959 va contreure matrimoni amb Mamadou Condé, un actor guineà. Després de graduar-se, va ser professora a Guinea, Ghana i el Senegal. El 1982 es va divorciar, però va tornar a casar-se a l'any següent amb Richard Philcox, traductor a l'anglès de la majoria de les seves novel·les. El 1985 Condé va obtenir una beca Fulbright per ensenyar als Estats Units i va ser professora a la Universitat de Colúmbia a Nova York.
A més dels seus escrits, Condé va tenir una distingida carrera acadèmica. El 2004 es va retirar de la Universitat de Colúmbia com a professora emèrita de francès. També va ensenyar a la Universitat de Califòrnia a Berkeley, Universitat de Califòrnia a Los Angeles, Universitat de Virgínia i a la Universitat de París-Nanterre.

## Carrera literària
Les novel·les de Condé exploren assumptes racials, de gènere i culturals en una varietat d'eres històriques. Un dels seus treballs més coneguts, Segu (1984-1985), tracta sobre l'Imperi de Bambara al Mali del segle xix, la memòria i el contacte d'aquests pobles i dels seus déus ancestrals. En la novel·la, Dusika Taoré, un cap africà, no podrà evitar que les famílies es desintegrin en el regne de bambara i experimentin l'esclavitud, la conversió a una nova religió i el colonialisme. Tot això des d'un punt de vista polític i qüestionador de la diàspora.
També ha tractat els Judicis de Salem a Jo, Tituba, la bruixa negra de Salem (1986), i la construcció al segle xx del Canal de Panamà i la seva influència a la creixent classe mitjana centreamericana a La vie scélerate (1987). Les seves novel·les se centren en les relacions entre els pobles africans i la diàspora, especialment al Carib. Ha pres una distància considerable de la majoria dels interessos dels moviments literaris del Carib, com la negritud, i ha abordat sovint temes amb una forta mirada feminista. Activista tant a la feina com en la seva vida personal, Condé va declarar: «no podria escriure qualsevol cosa, tret que tingui una importància política segura». Les seves obres posteriors van prendre un gir autobiogràfic, com a Memòries de la meva infantesa i Victoire, una biografia de la seva àvia. Célanire colltallat té també rastres de la seva besàvia paterna.

## Obra publicada
- Heremakhonon (1976), reed. En attendant le bonheur (1988)
- Une saison à Rihata (1981)
- Ségou: Les Murailles de terre(1984)
- Ségou: La Terre en miettes (1985)
- Pays mêlé, seguit de Nanna-ya (1985)
- Jo, Tituba, la bruixa negra de Salem (1986; Tigre de Paper, 2021)[6]
- La vie scélerate (1987)
- Travessa del manglar (1989; L'Agulla Daurada, 2022)
- An Tan Revolysion (Play, 1989)
- Les derniers rois mages (1992)
- La colonie du Nouveau Monde (1993)
- La migració dels cors (1995; L'Agulla Daurada, 2023)
- Desirada (1997)
- Le Cœur à rire et à pleurer : contes vrais de mon enfance (1999)
- Célanire colltallat (2000; L'Agulla Daurada, 2024)
- La Belle Créole (2001)
- Rêves amers (2001)
- Histoire de la femme cannibale (2005)
- Victoire, les saveurs et les mots (2006)
- Comme deux frères (2007)
- Les Belles Ténébreuses (2008)
- En attendant la montée des eaux (2010)
- La Vie sans fards (2012)
- Mets et Merveilles (2015)
- Le Fabuleux et Triste Destin d’Ivan et d’Ivana (2017)
- L'évangile du nouveau monde (2021)